# Listă de istorici ai cruciadelor
- Paul Alphandery
- Michael Angold
- Aziz Suryal Atiya
- Michel Balard
- James Brundage
- Franco Cardini
- Marc Carrier
- Eric Christiansen
- Giles Constable
- Kelly DeVries
- Alphonse Dupront
- Peter Edbury
- Susan Edgington
- Ronnie Ellenblum
- Carl Erdmann
- Jean Flori
- Jaroslav Folda
- John France
- Rene Grousset
- Paul Halsall
- Bernard Hamilton
- Jonathan Harris
- Norman Housley
- Nicolae Iorga
- Peter Jackson
- David Jacoby
- Benjamin Z. Kedar
- Hugh Kennedy
- Adam Knobler
- August C. Krey
- Jean Longnon
- Amin Maalouf
- Thomas Madden
- Christoph T. Maier
- Șerban Marin
- Hans Eberhard Mayer
- Dana Carleton Munro
- David Nicolle
- Peter Noble
- Șerban Papacostea
- Jonathan Phillips
- Donald Queller
- Jean Richard
- Jonathan Riley-Smith
- Steven Runciman
- Sylvia Schein
- Kenneth Setton
- Christopher Tyerman
- Michel Villey